# Orangerote Emilie
Die Orangerote Emilie (Emilia coccinea) ist eine Pflanzenart aus der Gattung Emilia innerhalb der Familie der Korbblütler (Asteraceae). Sie stammt aus dem tropischen Afrika und wird als Zierpflanze verwendet.

## Beschreibung

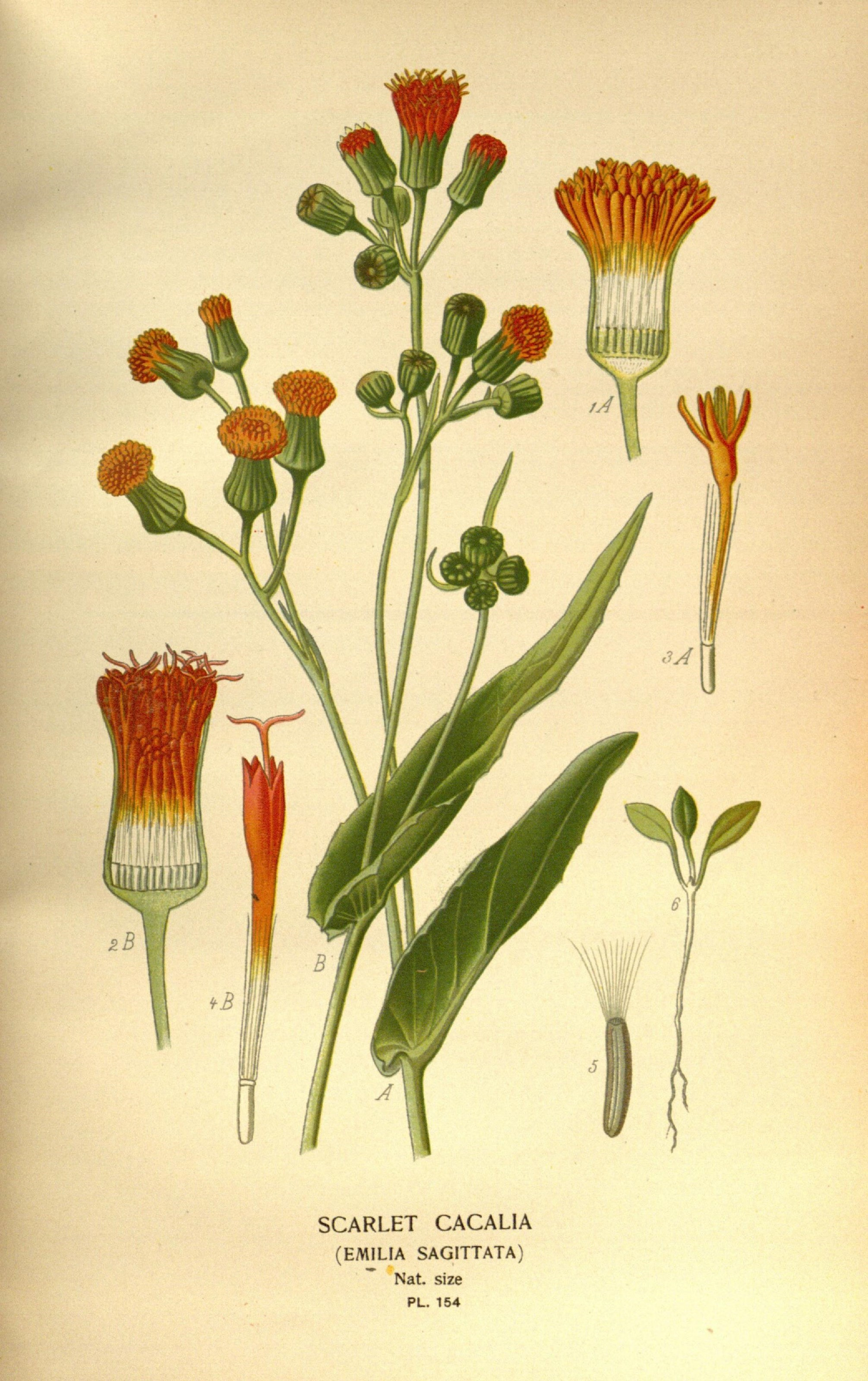
Illustration aus Favourite flowers of garden and greenhouse

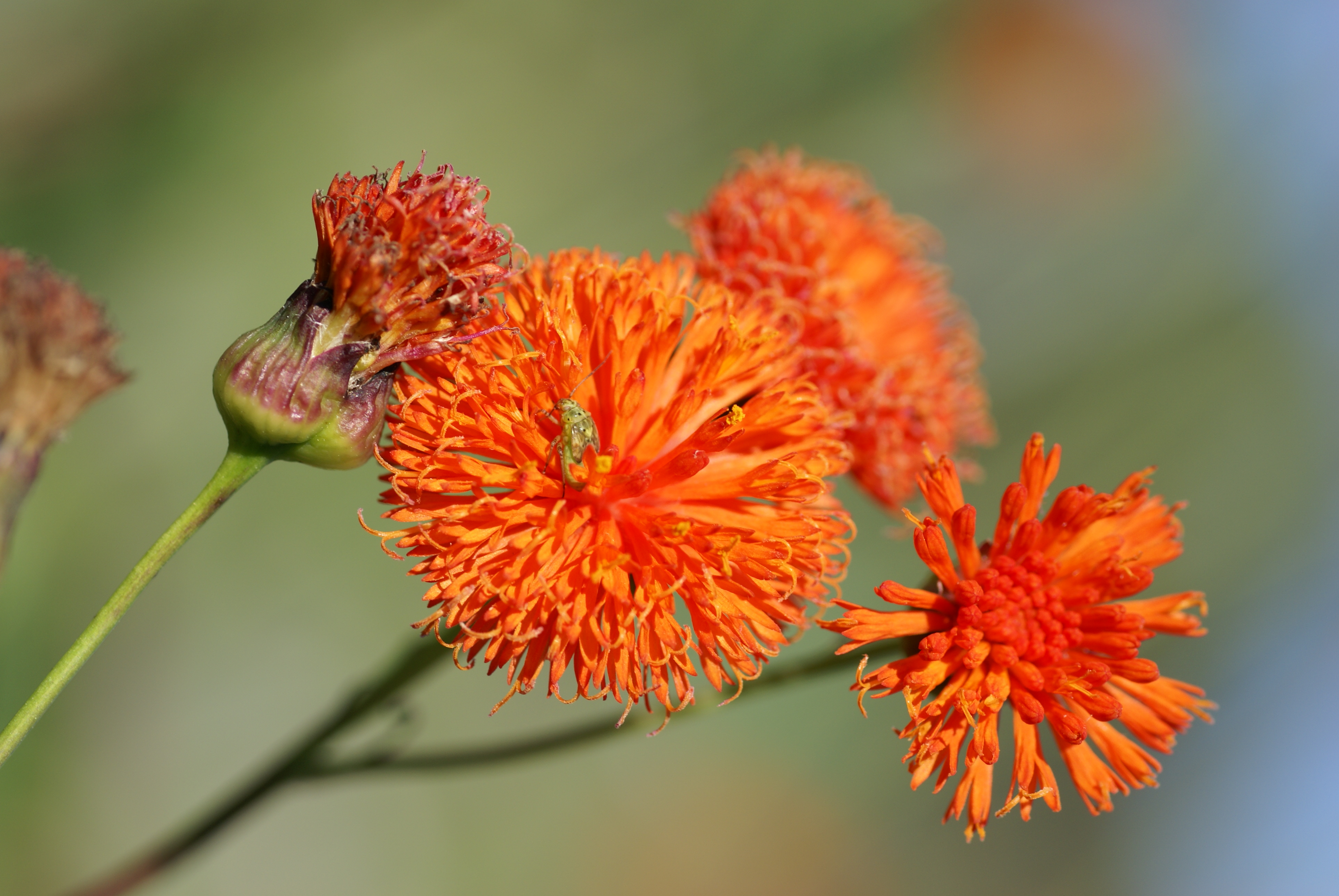
Blütenkörbe

### Vegetative Merkmale
Die Orangerote Emilie ist eine einjährige Pflanze, die Wuchshöhen von 20 bis 50 Zentimetern erreicht. Die unteren Laubblätter sind spatelförmig, die oberen sitzend, spießförmig, den Stängel umfassend und am Grund entfernt gezähnt.

### Generative Merkmale
Die Blütenkörbe sind lang gestielt, pinselförmig und messen 10 bis 13 × 9 bis 13 Millimeter. Die Hülle ist 2/3 so lang wie die Blüten und krugförmig. Zungenblüten sind nicht vorhanden. Die Röhrenblüten sind orangerot bis feuerrot. Die Kronzipfel sind 1,6 bis 2,2 Millimeter lang.
Die Blütezeit reicht von Juni bis September.
Die Chromosomenzahl beträgt 2n = 10 oder 20.

## Vorkommen
Emilia coccinea stammt ursprünglich aus dem tropischen Afrika. Sie wächst dort auf Waldlichtungen und an Wegrändern. In Mexiko, Mittel- und Südamerika, auf Inseln in der Karibik, auf Mauritius, Hawaii, Madeira und Neukaledonien ist sie ein Neophyt. Im Gebirge ist Emilia coccinea bis in Höhenlagen von 4000 Metern zu finden.

## Taxonomie
Die Erstveröffentlichung erfolgte 1802 unter dem Namen (Basionym) Cacalia coccinea durch John Sims. Die Neukombination zu Emilia coccinea (Sims) G.Don wurde durch George Don veröffentlicht. Der Gattungsname Emilia entstand wahrscheinlich zu Ehren der französischen Naturwissenschaftlerin Émilie du Châtelet (1706–1749). Der akzeptierte Name könnte Emilia fosbergii Nicolson sein.

## Nutzung
Die Orangerote Emilie wird selten als Zierpflanze für Sommerblumenbeete genutzt. Sie ist vermutlich seit 1800 in Kultur.

## Belege
- Eckehart J. Jäger, Friedrich Ebel, Peter Hanelt, Gerd K. Müller (Hrsg.): Rothmaler - Exkursionsflora von Deutschland. Band 5: Krautige Zier- und Nutzpflanzen. Spektrum Akademischer Verlag, Berlin Heidelberg 2008, ISBN 978-3-8274-0918-8, S. 624.